# Hokkaido Consadole Sapporo
Consadole Sapporo (jap. コンサドーレ札幌 Konsadōre Sapporo), offiziell Hokkaidō Consadole Sapporo (北海道コンサドーレ札幌 Hokkaidō Konsadōre Sapporo) ist ein japanischer Fußballverein aus der Stadt Sapporo auf Hokkaidō. Er spielt seit der Saison 2025 in der J2 League.

## Vereinsgeschichte
Der Verein wurde 1935 als Toshiba Horikawa-chō Soccer-bu (東芝堀川町サッカー部, dt. „Toshiba-Fußballklub Horikawa“) gegründet, 1980 in Toshiba Soccer-bu (東芝サッカー部, dt. „Toshiba-Fußballklub“) umbenannt und bestand in dieser Form bis 1995. In die zweite Liga stieg man 1978 auf, zwei Jahre später sogar in die erste Division. Ursprünglich spielte der Toshiba SC in Kawasaki, wo zu jener Zeit auch Kawasaki Verdy (heute Tokio Verdy) spielte. Der Mutterkonzern Toshiba erwog deshalb einen Umzug in eine andere Stadt und entschied sich dabei für Sapporo.
1995 spielte der Verein seine letzte Spielzeit unter dem Namen Toshiba SC und wurde zur Saison 1996 in Consadole Sapporo umbenannt – ein Kofferwort aus rückwärts die Silben do-sa-n-ko als Eigenbezeichnung für auf Hokkaidō geborene und dem Ausruf Olé. Unter dem neuen Namen schaffte man 1997 den Aufstieg in die erste Liga. Zur Saison 1999 wurden Play-off-Spiele zwischen den vier letzten Teams der ersten Division sowie dem Meister aus der zweiten Liga eingeführt. Consadole war insofern davon betroffen, als die Ergebnisse der letzten zwei Jahre über die Teilnahmen an den Play-offs entschieden. In diesen Entscheidungsspielen ging man kein einziges Mal als Sieger vom Platz (4 Niederlagen in 4 Spielen).
1999 stand Consadole kurz vor dem Bankrott. Durch Spielertransfers war ein Schuldenberg von 33 Millionen US-Dollar angehäuft worden. Aus diesem Grund verzichtete der Verein auf weitere Einkäufe und verpflichtete die meisten Spieler auf Leihbasis, da dies deutlich billiger war. Somit konnte die Insolvenz abgewendet werden und Consadole stieg 2000 in die J. League Division 1 auf.
Dort hielt sich der Verein zwei Jahre, ehe er als Tabellenletzter abstieg und 2003 wieder Schulden im neunstelligen Bereich hatte. Consadole löste die Krise durch den Verkauf gut bezahlter Spieler.
2007 wurde man Meister der J.League 2 und stieg in die J.League 1 auf, musste die Liga jedoch nach nur einer Saison als Letztplatzierter wieder verlassen. 2011 gelang der erneute Aufstieg in die erste Liga, in der die Mannschaft in der folgenden Saison wieder den Klassenerhalt verfehlte.
Anfang 2016 erweiterte Consadole seine sogenannte „home town area“ auf die gesamte Insel Hokkaidō; damit einher ging ein offizieller Namenswechsel zu Hokkaidō Consadole Sapporo sowie eine Anpassung des Vereinswappens. Am Ende der gleichen Saison gelang der insgesamt vierte Aufstieg in die J1 League.

## Stadion

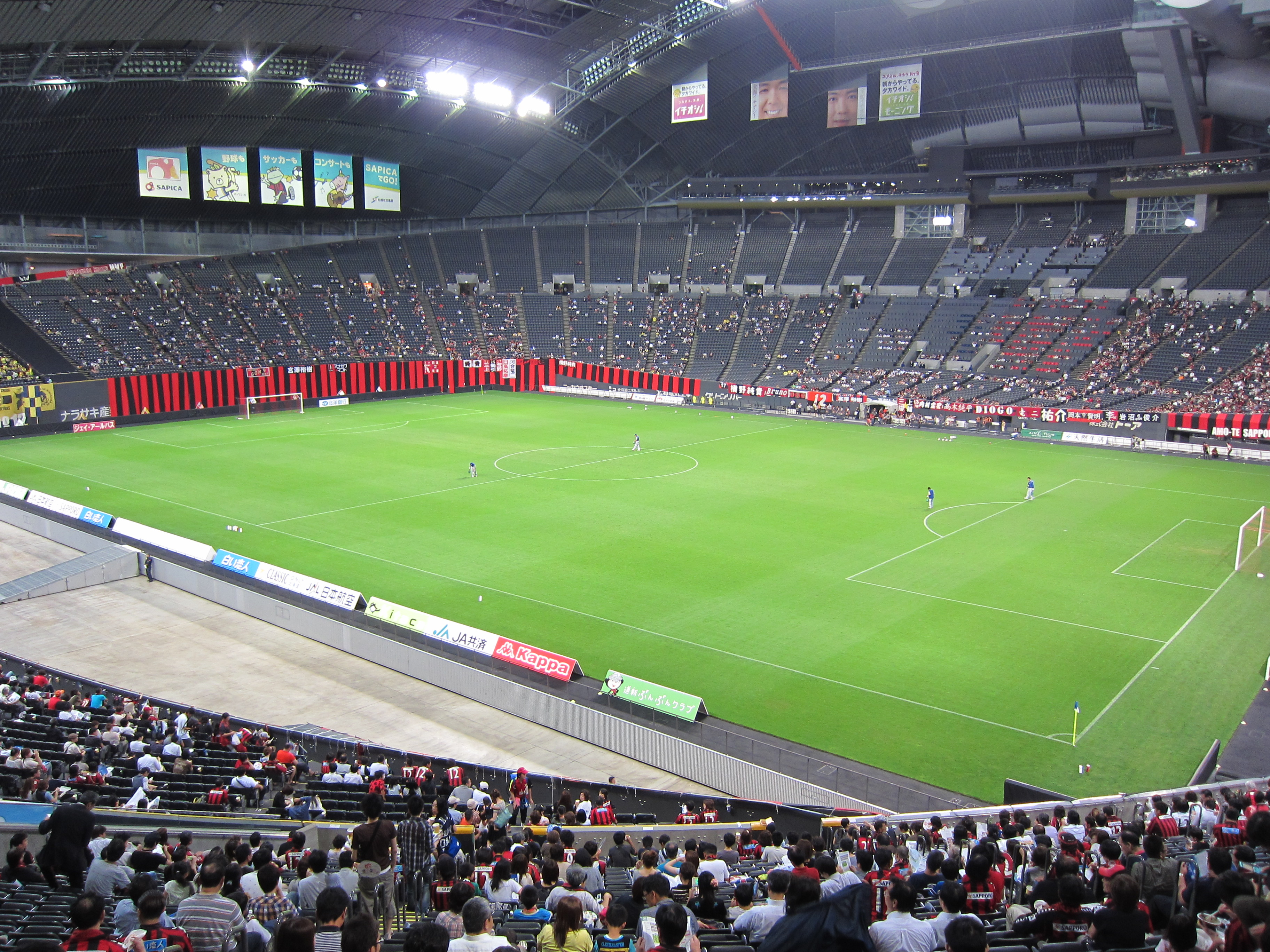
Sapporo Dome

Der Verein trägt seine Heimspiele im Sapporo Dome in Sapporo aus. Die Sportstätte hat ein Fassungsvermögen bei Fußballspielen von 41.484 Zuschauern. Eigentümer der Anlage ist die Stadt Sapporo. Betrieben wird das Stadion durch die Sapporo Dome Co.,Ltd.
Koordinaten: 43° 0′ 54,4″ N, 141° 24′ 35,1″ O

## Aktueller Kader
Stand: April 2025
| Nr. |              | Position | Name              |
| --- | ------------ | -------- | ----------------- |
| 1   | Japan        | TW       | Takanori Sugeno   |
| 2   | Japan        | AB       | Ryū Takao         |
| 3   | Korea Sud    | AB       | Park Min-kyu      |
| 4   | Japan        | AB       | Tōya Nakamura     |
| 6   | Japan        | MF       | Tomoki Takamine   |
| 7   | Thailand     | MF       | Supachok Sarachat |
| 8   | Japan        | MF       | Kazuki Fukai      |
| 9   | Spanien      | ST       | Jordi Sánchez     |
| 10  | Japan        | MF       | Hiroki Miyazawa   |
| 11  | Japan        | MF       | Ryota Aoki        |
| 13  | Korea Sud    | ST       | Kim Gun-hee       |
| 14  | Japan        | MF       | Katsuyuki Tanaka  |
| 15  | Japan        | AB       | Rei Ieizumi       |
| 16  | Japan        | MF       | Tatsuya Hasegawa  |
| 17  | Japan        | TW       | Jun Kodama        |
| 20  | Sierra Leone | ST       | Amadou Bakayoko   |
| 21  | Japan        | TW       | Kojirō Nakano     |
| 22  | Ghana        | ST       | Kinglord Safo     |
| 25  | Japan        | MF       | Leo Ōsaki         |

| Nr. |       | Position | Name            |
| --- | ----- | -------- | --------------- |
| 27  | Japan | MF       | Takuma Arano    |
| 28  | Japan | AB       | Yamato Okada    |
| 30  | Japan | MF       | Hiromu Tanaka   |
| 31  | Japan | MF       | Shuma Kido      |
| 32  | Japan | MF       | Yuto Hayashida  |
| 33  | Japan | MF       | Tomoki Kondō    |
| 35  | Japan | MF       | Kosuke Hara     |
| 40  | Japan | ST       | Yosei Sato      |
| 41  | Japan | TW       | Kakuma Tadano   |
| 42  | Japan | MF       | Kanta Kawasaki  |
| 43  | Japan | AB       | Keigo Kubota    |
| 45  | Japan | ST       | Taika Nakashima |
| 46  | Japan | ST       | Aoi Tada        |
| 47  | Japan | AB       | Shōta Nishino   |
| 51  | Japan | TW       | Shun Takagi     |
| 70  | Ghana | MF       | Francis Cann    |
| 71  | Japan | ST       | Haruto Shirai   |
| 88  | Japan | AB       | Seiya Baba      |
| 99  | Japan | ST       | Shido Izuma     |

## Trainerchronik
| Trainer                | Nationalität                     | von                | bis                |
| ---------------------- | -------------------------------- | ------------------ | ------------------ |
| Tadao Ōnishi           | Japan                            | 1. Februar 1981    | 31. Januar 1986    |
| Takeo Takahashi        | Japan                            | 1. Februar 1987    | 1. Februar 1997    |
| Hugo Fernández Vallejo | Uruguay                          | 1. Februar 1997    | 18. Oktober 1998   |
| Hajime Ishii           | Japan                            | 19. Oktober 1998   | 31. Januar 1999    |
| Takeshi Okada          | Japan                            | 1. Februar 1999    | 31. Januar 2002    |
| Tetsuji Hashiratani    | Japan                            | 1. Februar 2002    | 31. Mai 2002       |
| Radmilo Ivančević      | Serbien                          | 1. Juni 2002       | 16. September 2002 |
| Chang Woe-ryong        | Südkorea                         | 16. September 2002 | 31. Januar 2003    |
| João Carlos            | Brasilien                        | 1. Februar 2003    | 4. August 2003     |
| Chang Woe-ryong        | Südkorea                         | 5. August 2003     | 31. Januar 2004    |
| Masaaki Yanagishita    | Japan                            | 1. Februar 2004    | 31. Januar 2007    |
| Toshiya Miura          | Japan                            | 1. Februar 2007    | 31. Januar 2009    |
| Nobuhiro Ishizaki      | Japan                            | 1. Februar 2009    | 31. Januar 2013    |
| Keiichi Zaizen         | Japan                            | 1. Februar 2013    | 27. August 2014    |
| Yoshihiro Natsuka      | Japan                            | 28. August 2014    | 6. September 2014  |
| Ivica Barbarić         | Kroatien Bosnien und Herzegowina | 7. September 2014  | 24. Juli 2015      |
| Shūhei Yomoda          | Japan                            | 24. Juli 2015      | 31. Januar 2018    |
| Michael Petrović       | Österreich Serbien               | 1. Februar 2018    | 31. Januar 2025    |
| Daiki Iwamasa          | Japan                            | 1. Februar 2025    |                    |

## Saisonplatzierung
| Saison | Liga | Teams | Platz | Zuschauer | J. League Cup  | Kaiserpokal   |
| ------ | ---- | ----- | ----- | --------- | -------------- | ------------- |
| 1998   | J1   | 18    | 14.   | 11.953    | Gruppenphase   | 4. Runde      |
| 1999   | J2   | 10    | 5.    | 10.986    | 1. Runde       | 3. Runde      |
| 2000   | J2   | 11    | 1. ▲  | 12.910    | 1. Runde       | 4. Runde      |
| 2001   | J1   | 16    | 11.   | 22.228    | Gruppenphase   | 3. Runde      |
| 2002   | J1   | 16    | 16. ▼ | 19.140    | Gruppenphase   | 3. Runde      |
| 2003   | J2   | 12    | 9.    | 10.766    | —              | 3. Runde      |
| 2004   | J2   | 12    | 12.   | 9.466     | —              | Viertelfinale |
| 2005   | J2   | 12    | 6.    | —         | —              | 3. Runde      |
| 2006   | J2   | 13    | 6.    | 10.478    | —              | Halbfinale    |
| 2007   | J2   | 13    | 1. ▲  | 12.112    | —              | 3. Runde      |
| 2008   | J1   | 18    | 18. ▼ | 14.547    | Gruppenphase   | 4. Runde      |
| 2009   | J2   | 18    | 6.    | 10.207    | —              | 3. Runde      |
| 2010   | J2   | 19    | 13.   | 10.738    | —              | 3. Runde      |
| 2011   | J2   | 20    | 3. ▲  | 10.482    | —              | 2. Runde      |
| 2012   | J1   | 18    | 18. ▼ | 12.008    | Gruppenphase   | 2. Runde      |
| 2013   | J2   | 22    | 8.    | 10.075    | —              | Viertelfinale |
| 2014   | J2   | 22    | 10.   | 11.060    | —              | 3. Runde      |
| 2015   | J2   | 22    | 10.   | 11.960    | —              | 3. Runde      |
| 2016   | J2   | 22    | 1. ▲  | 14.559    | —              | 2. Runde      |
| 2017   | J1   | 18    | 11.   | 18.418    | PlayOffs       | 2. Runde      |
| 2018   | J1   | 18    | 4.    | 17.222    | Gruppenphase   | 4. Runde      |
| 2019   | J1   | 18    | 10.   | 18.768    | 2. Platz       | 2. Runde      |
| 2020   | J1   | 18    | 12.   | 4.303     | Viertelfinale  | —             |
| 2021   | J1   | 20    | 12.   | 6.816     | Viertelfinale  | 3. Runde      |
| 2022   | J1   | 18    | 10.   | 12.215    | Play-off-Runde | 3. Runde      |
| 2023   | J1   | 18    | 12.   | 16.086    | Viertelfinale  | Achtelfinale  |
| 2024   | J1   | 20    | 19. ▼ | 17.086    | Viertelfinale  | Achtelfinale  |
| 2025   | J2   | 20    |       |           |                |               |

## Auszeichnungen

### Torschützenkönig des Jahres
- Will (2001)

### Nachwuchsspieler des Jahres
- Kōji Yamase (2001)

### Elf des Jahres
- Will (2001)
- Chanathip Songkrasin (2018)